# Skrundas pagasts
Skrundas pagasts er en territorial enhed i Skrundas novads i Letland. Pagasten havde 1.209 indbyggere i 2010 og omfatter et areal på 257,91 kvadratkilometer. Hovedbyen i pagasten er Skrunda.